# Гринёв (Воробьёвский район)
Гринёв — хутор в Воробьёвском районе Воронежской области России.
Входит в состав Солонецкого сельского поселения.

## География

### Улицы
- ул. 40 лет Октября,
- ул. Дзержинского,
- ул. Кирова.

## История
В середине XVIII века крестьянин слободы Воробьевки поставил скотоводный хутор около оврага, в 12 км к западу от слободы. В описании 1779 г. говорится, что у слободы Воробьевки было 10 скотоводных хуторов, один из которых располагался «в овраге Гриневом». В XIX в здесь поселилось несколько десятков семей крестьян. Хутор получил название по оврагу — хутор Гринев.

## Население
| 2010 |
| ---- |
| 229  |